# SN 2001hp
SN 2001hp – supernowa odkryta 12 listopada 2001 roku w galaktyce A022917+0025. W momencie odkrycia miała maksymalną jasność 23,30m.